# Angochagua
Angochagua ist eine Ortschaft und eine Parroquia rural („ländliches Kirchspiel“) im Kanton Ibarra der ecuadorianischen Provinz Imbabura. Die Parroquia besitzt eine Fläche von 118,3 km². Die Einwohnerzahl lag im Jahr 2010 bei 3263.

## Lage
Die Parroquia Angochagua liegt in den Anden im Norden von Ecuador. Das Verwaltungsgebiet liegt in einem flachen Tal flankiert von hohen Gebirgskämmen östlich vom Vulkan Imbabura. Das Gebiet wird über den Río Tahuando nach Norden entwässert. Im äußersten Südwesten erhebt sich der 4012 m hohe Cusín. Der etwa 2850 m hoch gelegene Hauptort Angochagua befindet sich 13 km südsüdöstlich vom Stadtzentrum von Ibarra. Die Straße von Ibarra nach Olmedo Pesillo führt westlich an Angochagua vorbei.
Die Parroquia Angochagua grenzt im Norden an das Municipio von Ibarra, im Osten an die Parroquia Mariano Acosta (Kanton Pimampiro), im Süden an die Provinz Pichincha mit der Parroquia Olmedo Pesillo (Kanton Cayambe) sowie im Westen an die Parroquias San Pablo del Lago (Kanton Otavalo) und La Esperanza.

## Orte und Siedlungen
Die Parroquia ist in folgende Comunidades gegliedert: Angochagua, Chilco, Cochas, La Magdalena, La Rinconada und Zuleta.

## Geschichte
Am 28. Mai 1861 wurde die Parroquia Angochagua gegründet.